# Yuhina flavicollis
Yuhina flavicollis е вид птица от семейство Zosteropidae.

## Разпространение
Видът е разпространен в Бангладеш, Бутан, Виетнам, Индия, Китай, Лаос, Мианмар, Непал и Тайланд.